# エリトロース-4-リン酸
エリトロース-4-リン酸（エリトロース-4-リンさん、英: Erythrose 4-phosphate、略：E4P）は、四炭糖で、ペントースリン酸経路およびカルビン回路の中間体の一つである。また、シキミ酸経路の開始物質としても重要である。
ペントースリン酸経路ではトランスアルドラーゼによってグリセルアルデヒド-3-リン酸とセドヘプツロース-7-リン酸からフルクトース-6-リン酸と共に合成される。
カルビン回路ではトランスケトラーゼによって同じくグリセルアルデヒド-3-リン酸とフルクトース-6-リン酸から合成される。
シキミ酸経路は、解糖系で作られるホスホエノールピルビン酸 がエリトロース-4-リン酸と縮合するところから反応が始まる。シキミ酸経路はチロシンやフェニルアラニンなどの芳香族アミノ酸と、そこから誘導されるポリフェノール類などの二次代謝物生合成の起点であり、エリトロース-4-リン酸の4つの炭素は全て芳香環に組み込まれる（残り2つはホスホエノールピルビン酸由来）。ただし、芳香族分子はポリケチド経路などから合成されることもあるため、天然物の芳香環全てがエリトロース-4-リン酸に由来するわけではない。